# Hadar Cars (militär)
Hadar Folke Johannes Cars, född den 5 juli 1899 i Mörlunda församling, Kalmar län, död den 4 april 1967 i Stockholm, var en svensk militär. Han var son till kontraktsprost Otto Carlsson och far till handelsministern Hadar Cars. 

## Biografi
Cars blev fänrik vid Första livgrenadjärregementet 1921, löjtnant vid Norra skånska infanteriregementet 1928, kapten vid generalstabskåren 1937, major vid Livgrenadjärregementet 1939, överstelöjtnant vid generalstabskåren 1944, vid Gotlands infanteriregemente 1946, överste och chef för Norra Smålands regemente 1949, chef för Krigshögskolan 1952 samt överadjutant och överste i generalstabskåren 1952. Han avslutade karriären som ställföreträdande militärbefälhavare för IV. militärområdet 1955–1959. Cars valdes till ledamot av Krigsvetenskapsakademien 1952. Han blev riddare av Svärdsorden 1942 och av Vasaorden 1946 samt kommendör av Svärdsorden 1953 och kommendör av första klassen 1955. Cars vilar på Västra griftegården i Linköping.